# Дјурчина
Дјурчина (слч. Ďurčiná) насељено је мјесто са административним статусом сеоске општине (слч. obec) у округу Жилина, у Жилинском крају, Словачка Република.

## Становништво
| Година:    | 1994. | 2004.    | 2014.   | 2024.   |
| ---------- | ----- | -------- | ------- | ------- |
| Број људи: | 972   | 1072     | 1091    | 1080    |
| Разлика:   |       | +10,28 % | +1,77 % | -1,00 % |

| Година:    | 2023. | 2024.   |
| ---------- | ----- | ------- |
| Број људи: | 1086  | 1080    |
| Разлика:   |       | -0,55 % |

Према подацима о броју становника из 2024. године насеље је имало 1080 становника.